# Husayn di Giordania
Ḥusayn bin Ṭalāl, generalmente noto in Italia come Hussein di Giordania (in arabo ﺣسين بن طلال‎? Ḥusayn bin Ṭalāl; Amman, 14 novembre 1935 – Amman, 7 febbraio 1999), è stato re del Regno Hascemita di Giordania dal 1952 al 1999. Di stirpe hascemita, salì al trono dopo l'abdicazione nel 1952 di suo padre Ṭalāl bin ʿAbd Allāh.
Ḥusayn, monarca costituzionale, iniziò il suo regno con quello che fu definito un "esperimento liberale", permettendo, nel 1956, la formazione dell'unico governo democraticamente eletto nella storia della Giordania. Pochi mesi dopo l'esperimento, costrinse però quel governo a dimettersi, dichiarando la legge marziale e vietando i partiti politici.
Al tempo dell'ascesa di Ḥusayn, la Giordania era una giovane nazione e controllava la Cisgiordania. Il paese aveva poche risorse naturali e una grande popolazione di rifugiati palestinesi a seguito della guerra arabo-israeliana del 1948. Ḥusayn guidò il suo paese attraverso quattro turbolenti decenni del conflitto arabo-israeliano e della guerra fredda, bilanciando con successo le pressioni dei nazionalisti arabi, dell'Unione Sovietica, dei paesi occidentali e di Israele, trasformando la Giordania alla fine del suo regno di 46 anni in uno Stato sostanzialmente moderno.
La Giordania sotto il suo regno combattè tre guerre con Israele, compresa la guerra dei sei giorni del 1967, che si concluse con la perdita della Cisgiordania da parte della Giordania. Dopo il 1967 si è sempre più impegnato negli sforzi per risolvere il problema palestinese. Ha agito come un intermediario conciliante tra i vari rivali vicino-orientali.
Il suo regno fu controverso e la politica del re Ḥusayn è stata definita "opportunistica" da alcuni storici che rilevavano come la Giordania fosse rimasta uno dei "santuari" e dei protettorati di fatto dell'Occidente nel Vicino Oriente e si fosse fatta promotrice dei drammatici avvenimenti del Settembre nero (1970), allorché il re aveva ordinato la violenta espulsione dei combattenti palestinesi (fedayyin) dell'OLP dal paese. A seguito di ciò il re rinunciò ai legami della Giordania con la Cisgiordania nel 1988, dopo che l'Organizzazione per la Liberazione della Palestina fu riconosciuta a livello internazionale come unica rappresentante dei palestinesi. Ha revocato la legge marziale e ha reintrodotto le elezioni nel 1989 quando si verificarono rivolte nel sud della Giordania per l'aumento dei prezzi. Nel 1994 divenne il secondo capo di Stato arabo a firmare un trattato di pace con Israele.
È stato apprezzato per aver graziato dissidenti e oppositori politici e aver persino assegnato loro incarichi di alto livello nel governo. Ḥusayn, sopravvissuto a decine di tentativi di omicidio e complotti per rovesciarlo, era il leader più longevo della regione. Durante tutto il suo regno nominò ed incaricò non meno di 45 governi.
Il re morì, all'età di 63 anni, di cancro il 7 febbraio 1999. Il suo funerale fu il più grande raduno di leader mondiali dal 1995. Gli succedette il figlio primogenito, ʿAbd Allāh II.

## Biografia

### Infanzia ed educazione

Da sinistra a destra: Il principe Hassan, il futuro re Ḥusayn, la principessa Basma e il principe Muhammad

Husayn nacque ad Amman il 14 novembre 1935, figlio maggiore di Ṭalāl bin ʿAbd Allāh e Zein al-Sharaf, undici anni prima che suo nonno, l'emiro di Transgiordania ʿAbd Allāh, assumesse il titolo di re. Durante un freddo inverno di Amman, la sua sorellina, l'infanta principessa Asmāʾ, morì di polmonite, un'indicazione di quanto fosse povera la sua famiglia allora: non potevano permettersi il riscaldamento in casa.
Ḥusayn era omonimo di suo bisnonno, al-Ḥusayn ibn ʿAlī (sharīf della Mecca), leader della Rivolta araba del 1916 contro l'Impero ottomano. Al-Ḥusayn ibn ʿAlī aveva dichiarato di essere un discendente agnatico della figlia di Maometto, Fāṭima e di suo marito ʿAlī ibn Abī Ṭālib, il quarto califfo. La famiglia hashemita aveva governato la Mecca per oltre 700 anni fino alla sua conquista nel 1925 da parte dei sauditi guidata da ʿAbd al-ʿAzīz Āl Saʿūd e ha governato la Giordania dal 1921. Gli Hashemiti, la più antica dinastia regnante nel mondo musulmano, sono la seconda dinastia regnante più antica del mondo (dopo la casa imperiale del Giappone).
Dopo il completamento degli studi elementari nella capitale giordana, studiò ad Alessandria d'Egitto e successivamente nel Regno Unito, nei prestigiosi istituti Harrow School e Reale accademia militare di Sandhurst. Alla Harrow School fece amicizia con suo cugino di secondo grado Fayṣal II dell'Iraq, che studiava lì. Faysal I era già allora re dell'Iraq, ma sotto la tutela di un reggente, poiché aveva la stessa età di Ḥusayn.
Il re ʿAbd Allāh, fondatore della moderna Giordania, non vedeva nei suoi due figli Ṭalāl e Nāyef le qualità necessarie per la regalità e concentrò i suoi sforzi sull'educazione del nipote Ḥusayn; si formò quindi un legame speciale tra i due. ʿAbd Allāh assegnò al nipote un tutore privato per lezioni supplementari di arabo e Ḥusayn fece da interprete per il nonno durante gli incontri con i leader stranieri, dato che il re giordano suo nonno capiva l'inglese ma non sapeva parlarlo.

### Assassinio di ʿAbd Allāh
Il 20 luglio 1951 il re ʿAbd Allāh, mentre viaggiava alla volta di Gerusalemme per compiere la sua preghiera del venerdì con il giovane nipote, il principe Ḥusayn, fu assassinato da un uomo armato, su istigazione del colonnello ʿAbd Allāh al-Tell, ex governatore militare di Gerusalemme, e del dott. Mūsā ʿAbd Allāh al-Ḥusaynī, sui gradini di uno dei luoghi santi più importanti dell'Islam, la moschea al-Aqsā. L'assassino sparò anche a Ḥusayn, ma il giovane principe si salvò perché pare il proiettile avesse fortuitamente colpito una medaglia che il nonno gli aveva concesso di recente, insistendo perché la indossasse.

### Ascesa al potere
Dopo che Ṭalāl divenne re di Giordania, Ḥusayn fu designato erede il 9 settembre 1951. Nel suo breve regno, Ṭalāl aveva introdotto una moderna costituzione (generalmente considerata abbastanza liberale nonostante i grandi poteri attribuiti al re) nel 1952 che è ancora in uso oggi. Il Parlamento costrinse Ṭalāl ad abdicare un anno dopo a causa della sua malattia mentale (i medici gli avevano diagnosticato la schizofrenia). Un telegramma giordano fu portato a Ḥusayn mentre stava con sua madre all'estero a Losanna, in Svizzera, indirizzato a "Sua Maestà il re Ḥusayn" e in seguito Ḥusayn scrisse nelle sue memorie:
| «Non ho avuto bisogno di aprirla per sapere che i miei giorni da scolaro erano finiti.» |

Fu nominato un Consiglio di Reggenza composto da tre membri: il Primo ministro e i capi del Senato e della Camera dei Rappresentanti fino a quando Ḥusayn non ne ebbe compiuto 18 anni (secondo il calendario musulmano). Nel frattempo, Ḥusayn proseguì gli studi presso la Reale accademia militare di Sandhurst.
Il Principe Ḥusayn fu quindi proclamato sovrano del Regno Hascemita del Giordano l'11 agosto 1952 all'età di 16 anni e incoronato il 2 maggio 1953, lo stesso giorno in cui suo cugino Fayṣal II assunse i suoi poteri costituzionali come re dell'Iraq.

### Primi anni di regno
Il re adolescente ereditò non solo il trono in Giordania, ma anche la Cisgiordania, catturata dalla Giordania durante la guerra arabo-israeliana del 1948 e annessa nel 1950. Il Paese era povero di risorse naturali e aveva una grande popolazione di rifugiati palestinesi risultante dalla guerra: l'annessione della Cisgiordania aveva reso i palestinesi due terzi della popolazione, superando per numero i giordani.
Dopo aver assunto il trono, nominò Fawzi al-Mulki come primo ministro. Le politiche liberali di Mulkī, inclusa l'introduzione e la difesa della libertà di stampa, provocarono disordini mentre i gruppi di opposizione avviarono una campagna di propaganda contro la monarchia.
I combattenti palestinesi usarono il territorio controllato dalla Giordania per lanciare attacchi contro Israele, a volte provocando pesanti ritorsioni. Un'operazione di rappresaglia da parte di Israele divenne nota come la strage di Qibya che provocò la morte di 66 civili nel villaggio di Qibya in Cisgiordania. L'incidente portò a proteste e nel 1954, Ḥusayn, in mezzo ai disordini, sollevò dall'incarico Mulkī e nominò il fedele realista Tawfik Abu al-Huda (già primo ministro dell'Emirato di Transgiordania durante la seconda guerra mondiale tra il 1938 e il 1944, poi capo del governo del regno tra il 1947 e il 1950 durante la guerra arabo-israeliana e tra il 1951 ed il 1953 al momento della salita al trono del giovane re). Il paese tenne le elezioni parlamentari nell'ottobre 1954, mentre i partiti non erano ancora completamente organizzati. Il governo di Abū al-Huda durò solo un anno ed ebbe tre rimpasti.
Il Patto di Baghdad del 1955 fu un tentativo occidentale di formare un'alleanza vicino-orientale per contrastare l'influenza sovietica e l'Egitto di Gamal Abd el-Nasser. La Giordania si trovò quindi nel mezzo delle tensioni della guerra fredda. Il Regno Unito, la Turchia e l'Iraq furono membri del Patto e la Giordania fu sotto pressione dal Regno Unito perché aderisse. Il nasserismo (un'ideologia socialista panaraba) spazzò il mondo arabo negli anni cinquanta e la proposta di aderire al Patto scatenò grandi rivolte nel paese. Il coprifuoco imposto dalla Legione araba fece ben poco per alleviare la situazione e le tensioni persistettero per tutto il 1955. I disordini locali, alimentati periodicamente dalla propaganda trasmessa dalle radio egiziane, si placarono solo dopo che il re ebbe nominato un nuovo Primo ministro che promise di non entrare nel Patto di Baghdad.
L'Arabia Saudita trovò un terreno comune con l'Egitto nel sospettare gli Hashemiti, sia in Giordania sia in Iraq. I sauditi ammassarono truppe vicino ad Aqaba, ai confini meridionali della Giordania, nel gennaio 1956, e si ritirarono solo dopo che i britannici minacciarono di intervenire per conto della Giordania. Ḥusayn si rese conto che il nazionalismo arabo dominava la scena politica e decise di iniziare a ridurre il rapporto della Giordania con i britannici. Il 1º marzo 1956, Ḥusayn affermò l'indipendenza della Giordania arabizzando il comando dell'esercito (che ebbe il nuovo nome di "Esercito delle Forze Armate Giordane"): furono ritirate le ultime truppe britanniche, venne allontanato Glubb Pascià come comandante della Legione Araba e sostituiti tutti gli alti ufficiali britannici con giordani. Ḥusayn annullò il trattato anglo-giordano e sostituì i sussidi britannici con aiuti arabi. Le audaci decisioni di Ḥusayn furono accolte dal consenso in patria e le relazioni con gli Stati arabi migliorarono.

### Primo matrimonio
Ḥusayn e Sharīfa Dīna bt. ʿAbd al-Ḥamīd, egiziana, cugina di terzo grado del padre del re Ḥusayn, re Ṭalāl di Giordania, si sposarono il 19 aprile 1955. Laureata nella Cambridge University e già assistente di letteratura inglese nell'Università del Cairo. La separazione avvenne nel 1956 e il divorzio nel 1957. Dina divenne cittadina egiziana nel 1963 e nell'ottobre del 1970 sposò Asad Sulayman Abd al-Qadir, alias Ṣalāḥ Tamrī, un guerrigliero palestinese che divenne un ufficiale di alto rango dell'OLP.

### Un "esperimento liberale"
Il presidente egiziano Gamal Abd el-Nasser ricevette il sostegno dell'opinione pubblica araba dopo che l'accordo sulle armi tra Egitto e Cecoslovacchia fu firmato nel settembre 1955 e la sua popolarità in Giordania salì alle stelle dopo la nazionalizzazione della Compagnia del Canale di Suez nel luglio 1956; le sue azioni furono lette come una decisa posizione contro l'imperialismo occidentale. Anche Ḥusayn era favorevole alle mosse. Gli eventi coincidenti in Egitto fecero sì che i partiti dell'opposizione di sinistra giordani si spostassero fortemente sulle posizioni di Nasser.
Il parlamento che era stato eletto nel 1954 fu sciolto e Ḥusayn promise elezioni eque. Le elezioni parlamentari del 21 ottobre 1956 videro l'affermazione del Partito Socialista Nazionalista, che guadagnò 12 dei 40 seggi della Camera dei Rappresentanti. Successivamente Ḥusayn chiese a Suleiman Nabulsi, leader del Partito, di formare un governo, l'unico governo democraticamente eletto nella storia della Giordania. Il re lo definì un "esperimento liberale" per vedere come i giordani avrebbero "reagito alla responsabilità".
Una delle sue prime misure del nuovo governo portò alla fusione della Legione araba con la Guardia Nazionale, dominata dai palestinesi, dando origine a un esercito giordano forte di 35.000 effettivi.
Il 29 ottobre 1956 scoppiò la crisi di Suez in Egitto, che nell'opinione del re di Giordania si configurava come un'"aggressione tripartita" da parte di Regno Unito, Francia e Israele alla nazione vicina. Ḥusayn era furioso per la situazione ma Nabulsi lo scoraggiò dall'intervenire.
Le politiche di Nabulsi si scontrarono frequentemente con quelle del re, anche su come affrontare la dottrina di Eisenhower. Nabulsi decise anche di stabilire relazioni diplomatiche con l'Unione Sovietica e permise allo schieramento comunista giordano di pubblicare un giornale settimanale. Il re aveva chiesto a Nabulsi, come Primo ministro, di reprimere il Partito comunista e i media che controllava.
Nabulsi voleva avvicinare la Giordania al regime di Nasser, ma Ḥusayn voleva che il Paese rimanesse nel campo occidentale. Le relazioni tra il Governo e il re si fecero ulteriormente tese quando Ḥusayn mandò inviati personali al Cairo, a Damasco e a Gedda nel marzo del 1957 con messaggi non controllati dal Governo. I disaccordi tra la monarchia e il governo di sinistra culminarono nella crisi del marzo del 1957 quando Nabulsi fornì a Ḥusayn un elenco di funzionari pubblici e alti ufficiali dell'esercito che voleva licenziare. Inizialmente Ḥusayn seguì le raccomandazioni del politico ma Nabulsi presentò successivamente un elenco ampliato, sul quale Ḥusayn si rifiutò di agire.
L'8 aprile, una brigata dell'esercito, comandata da Nader Rashid, un ufficiale nazionalista arabo, si mosse dal suo presidio ad al-Zarqa - su ordine del capo di Stato Maggiore nazionalista Ali Abu Nuwar e senza l'autorizzazione di Ḥusayn - e si posizionò per controllare l'accesso strada per la capitale Amman. Dopo essere stato informato dei movimenti della brigata, Ḥusayn ordinò il suo ripiegamento nella sua base ed essa obbedìrono. Ḥusayn considerava le azioni di Nuwar e Rashīd come parte di una cospirazione per rovesciarlo e favorire un'unione con la Repubblica Araba Unita.
Il governo di Nabulsi fu costretto a dimettersi il 10 aprile successivo.

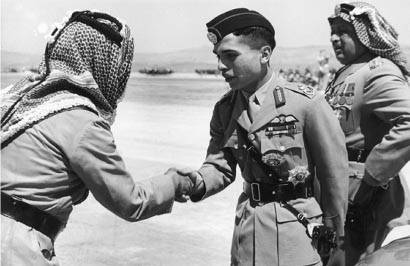
Re Ḥusayn, nelle vesti di comandante dell'esercito, 1956

Il 13 aprile, scoppiò una rivolta nella caserma di al-Zarqa e il 21enne Ḥusayn andò a porre fine alla violenza tra unità dell'esercito lealiste e arabo-nazionaliste dopo che quest'ultimo gruppo aveva diffuso voci secondo cui il re era stato assassinato. Una forza siriana di 3000 uomini iniziò a spostarsi a sud verso il confine giordano a sostegno di quello che percepiva come un tentativo di colpo di Stato, ma si fermò dopo che le unità dell'esercito mostrarono la loro lealtà al re. Sono emersi due principali resoconti sugli eventi ad al-Zarqa, con la versione realista che sosteneva che l'incidente era un colpo di Stato fallito da parte di Ali Abu Nuwar contro il re, e la versione dissidente che affermava che si trattava di un'operazione messa in scena dagli americani contro il movimento panarabista in Giordania. In ogni caso, Abu Nuwar e altri alti funzionari arabi si dimisero e gli fu permesso di lasciare la Giordania per la Siria, dove cominciarono ad incitare all'opposizione alla monarchia giordana.
Comunque il 15 aprile fu formato un nuovo gabinetto da Fakhri al-Khalidi e Nabulsi ricevette l'incarico di ministro degli Esteri. Le tensioni tra nazionalisti arabi e ufficiali lealisti iniziarono ad aumentare, così come i disordini pubblici, con attivisti nazionalisti e di sinistra che chiedevano il ripristino di Nabulsi come Primo ministro e realisti e islamisti a sostegno di Ḥusayn. Il 22 aprile, Nabulsi partecipò al Congresso patriottico di Nablus, che riunì gli oppositori della monarchia. La conferenza richiese una federazione con la Repubblica Araba Unita, l'istituzione di un consiglio presidenziale di 16 membri, una purga di "traditori e cospiratori" e uno sciopero generale per fare pressione su Ḥusayn. Su pressione dell'esercito, sotto il completo controllo dei lealisti dopo l'esilio di Abu Nuwar da parte di Ḥusayn pochi giorni prima, Nabulsi consegnò le sue dimissioni per la seconda volta il 23 aprile. Le proteste di massa in Cisgiordania e Amman seguirono il giorno dopo chiedendo il suo ritorno.
Husayn il 25 aprile 1957 reagì imponendo la legge marziale. Sebbene con il tempo alcune delle misure introdotte dal re si siano ammorbidite, in particolare sul coprifuoco militare e la severa censura della stampa, le mosse di Ḥusayn ridussero notevolmente la democrazia costituzionale che esisteva in Giordania a metà degli anni Cinquanta. Tutti i partiti politici furono messi al bando e Nabulsi fu messo agli arresti domiciliari senza essere accusato. Fu graziato da Ḥusayn e rilasciato il 13 agosto 1961. I presunti cospiratori furono condannati a 15 anni in contumacia, ma in seguito furono graziati dal re nel 1964 come parte dei suoi sforzi di riconciliazione con l'opposizione in esilio, e furono affidati anzi a essi incarichi di alto profilo nel Governo.

### Federazione con l'Iraq
Gli anni Cinquanta divennero noti come la "guerra fredda araba", a causa del conflitto tra li schieramenti guidati dall'Egitto nasserista e dai regni tradizionalisti guidati dall'Arabia Saudita. Egitto e Siria formarono la già citata Repubblica Araba Unita il 1º febbraio 1958, con la presidenza della Repubblica occupata da Nasser. Come contrappeso, Ḥusayn e suo cugino, il re Fayṣal II dell'Iraq hashemita, fondarono la Federazione Araba il 14 febbraio 1958 in una cerimonia di Amman. Le due entità rivali lanciarono una sorta di guerra di propaganda l'una contro l'altra attraverso le loro trasmissioni radiofoniche. Le forze giordane e siriane si scontrarono a marzo lungo il confine. Le cospirazioni ispirate alla Repubblica Araba Unita iniziarono a emergere contro la federazione hashemita. Un ufficiale in Giordania fu arrestato per aver complottato per assassinare Ḥusayn. In Giordania emerse anche la notizia che la Repubblica Araba Unita stesse pianificando di rovesciare entrambe le monarchie hashemite nel luglio 1958. La Giordania reagì arrestando 40 sospetti ufficiali dell'esercito e Ḥusayn chiamò il capo dello staff dell'esercito iracheno Rafīq ʿĀref per informarlo sul complotto, ricevendo la tranquillizzante risposta che la situazione irachena era sotto controllo. Sebbene Fayṣal e Ḥusayn intrattenessero relazioni molto strette, l'entourage iracheno di Fayṣal sembrava critica verso la Giordania; Ḥusayn attribuì questo atteggiamento all'influenza del principe ereditario iracheno ʿAbd al-Ilāh, che era stato già Reggente del Regno.
Anche il governo libanese e filo-occidentale di Camille Chamoun venne minacciato di essere rovesciato da gruppi di opposizione nazionali sostenuti dalla Repubblica Araba Unita. Gli iracheni inviarono una brigata in Giordania il 13 luglio su richiesta di Ḥusayn. La partenza della brigata irachena per la Giordania diede ai cospiratori in Iraq, guidati dal brigadiere ʿAbd al-Karīm Qāsim, l'opportunità di colpire. Il 14 luglio un'unità irachena prese d'assalto il palazzo reale in Iraq, giustiziò tutti i membri della famiglia reale irachena mutilando i corpi del principe ereditario e del Primo ministro iracheno della Federazione Araba, Nūrī al-Saʿīd. Ḥusayn ordinò una spedizione giordana guidata dallo Sharif Hussein ibn Nasser per reclamare il trono iracheno. Ḥusayn, preoccupato per un simile colpo di Stato in Giordania, rafforzò la legge marziale. Le truppe americane sbarcarono in Libano e in Giordania come dimostrazione di sostegno ai regimi filo-occidentali nella regione contro la marea nasserista. A ottobre la situazione si era calmata e venivano richiamate le truppe occidentali.

### Tentativi di assassinio
Nello stesso anno l'Egitto tentò di rovesciare la monarchia, fallendo poi a causa dell'intervento britannico.
Ḥusayn decise di andare in vacanza in Svizzera il 10 novembre 1958. Mentre stava pilotando il suo aereo sulla Siria, fu intercettato da due jet siriani che tentarono di attaccarlo. Ḥusayn, manovrando, evitò i siriani e sopravvisse al tentativo di assassinio, atterrando in salvo ad Amman, dove ricevette un benvenuto da eroe: la sua popolarità in Giordania salì alle stelle durante la notte.
Nel 1959 Ḥusayn intraprese un tour in diversi paesi per consolidare i legami bilaterali. La sua visita negli Stati Uniti gli consentì di tornare in patria con un pacchetto di aiuti da 50 milioni di dollari. Si scoprì che Sadiq al-Shar'a, un generale dell'esercito che accompagnò il re negli Stati Uniti, stava pianificando un colpo di Stato contro la monarchia e la notizia dell'arresto degli ufficiali cospiratori in Giordania coincise con la visita in America. Ḥusayn fu informato del coinvolgimento di al-Shar'a, ma non lo rivelò fino a quando entrambi non tornarono in Giordania. Al-Shar'a fu processato e ricevette la pena di morte; Ḥusayn ridusse la sua pena all'ergastolo. Quattro anni dopo, al-Shar'a fu graziato e nominato direttore dell'ufficio passaporti della Giordania.
Hazza Majali venne nominato dal re per formare un governo di lealisti che avevano convinto Ḥusayn a lanciare un'offensiva contro il governo iracheno per ripristinare la monarchia hashemita. La spedizione fu annullata per l'opposizione britannica e le fragili condizioni in cui versava l'aviazione giordana. Agenti della Repubblica Araba Unita assassinarono il Primo ministro Majali con una bomba piazzata nel suo ufficio. Venti minuti dopo, si verificò un'altra esplosione destinata al re, poiché era previsto che egli sarebbe accorso sulla scena, cosa che fece solo con un ritardo di qualche minuto che gli salvò la vita. Ḥusayn, convinto da Habis al-Majali, cugino di Hazza e capo dell'esercito, si preparò per una rappresaglia contro la Siria, il cui intelligence era responsabile dell'assassinio. Fece preparare tre brigate nel nord, ma l'operazione venne annullata dopo le pressioni combinate degli americani e dei britannici. Le radio egiziane denunciarono il re hashemita come "Giuda degli Arabi".
Ḥusayn sarebbe stato sottoposto a molti altri tentativi di assassinio. Uno sarebbe consistito nella sostituzione delle gocce per il naso con acido. Un altro complotto fu scoperto dopo che un gran numero di gatti furono trovati morti nel palazzo reale: emerse che il cuoco stava provando veleni da usare contro il re. I tentativi di assassinio contro il re cessarono dopo che un riuscito colpo di Stato rovesciò il regime siriano il 28 settembre 1961 e la Repubblica Araba Unita cessò di esistere.
Nel 1961 fu iniziato alla Massoneria in una loggia della Gran Loggia dei Paesi Bassi.

### Secondo matrimonio
Nel 1961 il giovane Husayn si dichiarò interessato alla produzione del celeberrimo film Lawrence d'Arabia, di David Lean. Grazie a un suo ordine la troupe godette dell'aiuto della Desert Patrol, una squadra speciale di cammelli, e sempre sotto la sua pronta e cordiale protezione centinaia di beduini parteciparono alle riprese della pellicola. Durante la realizzazione del film ebbe modo di conoscere la futura moglie Antoinette Avril Gardiner, che in quel momento lavorava come segretaria di produzione del regista David Lean.

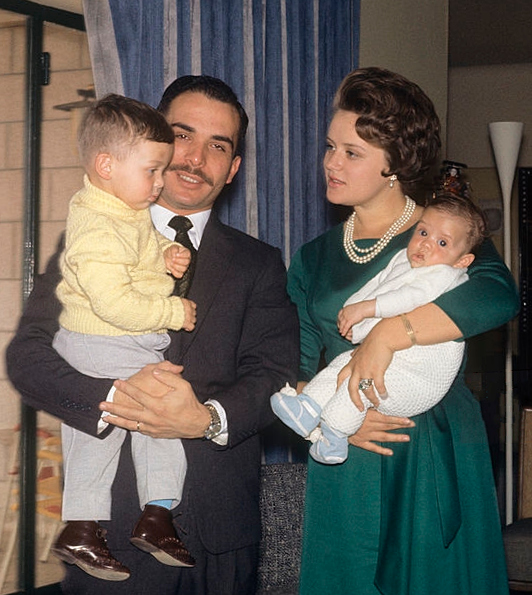
Re Husayn e la seconda moglie Antoinette Avril Gardiner, con in braccio i figli Abd Allāh e Fayṣal (1964).

Il matrimonio fu celebrato il 25 maggio 1961. La moglie, che prese il nome di principessa Muna al-Husayn, non divenne mai regina perché non si convertì all'Islam. La coppia ha divorziato nel 1972.

### Riavvicinamento al fronte arabo
Nel gennaio 1962 Wasfi Tall fu nominato Primo ministro. Il giovane politico lavorò per portare le riforme radicali e si dimise dopo il tentativo del re di consolidare la sua posizione dopo l'ascesa del partito Baʿth a sostegno di Nasser nei governi dell'Iraq e della Siria in due colpi di stato del 1963. Tall sarà nuovamente Primo ministro tra il 1965 ed il 1967 e nuovamente fra il 1970 e 1971 quando verrà assassinato ancora in carica.
I primi contatti diretti tra Giordania e Israele iniziarono all'inizio degli anni sessanta: Ḥusayn, aveva un medico ebreo di nome Emmanuel Herbert che fungeva da intermediario tra le due nazioni durante le visite di Husayn a Londra. Nei colloqui il re sottolineò il suo impegno per una risoluzione pacifica del conflitto israelo-palestinese.
Il suo riavvicinamento segreto con Israele fu seguito da un riavvicinamento pubblico con il presidente egiziano Gamal Abd el-Nasser nel 1964, che rafforzò la popolarità di usayn sia in Giordania che nel mondo arabo. Ḥusayn ricevette un caloroso benvenuto dopo aver visitato le città della Cisgiordania. Il riavvicinamento con Nasser avvenne durante il vertice della Lega araba del 1964 al Cairo, dove vennero istituiti l'Esercito di liberazione della Palestina e l'Organizzazione per la liberazione della Palestina (OLP) e dove la Giordania accettò di unirsi al comando arabo unito. Durante il vertice Nasser tentò anche di convincere Ḥusayn ad acquistare armi sovietiche, ma gli statunitensi rifornirono invece Ḥusayn con carri armati e jet, con la consapevolezza che non sarebbero stati utilizzati in Cisgiordania su richiesta di Israele. L'OLP si identificò come un rappresentante del popolo palestinese, pronto a scontrarsi con la pretesa di sovranità della Giordania sulla Cisgiordania. L'OLP iniziò a chiedere al governo giordano di legalizzare le proprie attività, compresa la creazione di unità armate palestinesi per combattere Israele ma le richieste furono respinte.
Nel 1965 l'OLP causò problemi di ordine pubblico in tutta la Giordania, costringendo il re Husayn a prendere posizione nei confronti degli immigrati palestinesi provenienti da Israele. L'organizzazione palestinese Fatḥ sotto l'OLP iniziò a organizzare attacchi transfrontalieri contro Israele nel gennaio del 1965, attirando spesso rappresaglie israeliane contro la Giordania.

### Incidente di al-Samūʿ
Per tre anni il re Ḥusayn aveva incontrato clandestinamente il ministro degli Esteri israeliano, Golda Meir, e il vice-Primo ministro, Abba Eban, discutendo riguardo alla pace e reciproca sicurezza dei confini. In seguito Ḥuseyn riferì di aver chiarito, durante uno dei suoi incontri con i rappresentanti israeliani, che non avrebbe potuto tollerare pesanti ritorsioni o rappresaglie israeliane sui palestinesi nel territorio della Cisgiordania o della Giordania e che i rappresentanti israeliani avevano promesso che non ve ne sarebbero stati.
Una di queste rappresaglie fu il cosiddetto "incidente di al-Samu", un attacco lanciato da Israele il 13 novembre 1966 contro la città di al-Samūʿ, controllata dalla Giordania, dopo che tre soldati israeliani erano rimasti uccisi durante un giro di pattuglia da una mina terrestre del Fatḥ. L'esercito israeliano mobilitò 3.000-4.000 uomini e ne inviò circa 600, con 60 mezzi blindati e 11 carri armati, attraverso il confine nella Cisgiordania.
In quello che era giustificato come un attacco di rappresaglia contro il Fatḥ, le truppe israeliane si trasferirono nel villaggio di Rujm al-Madfa, a sud-ovest di Hebron, e distrussero la sua stazione di polizia. Da lì, la forza maggiore di otto carri armati Centurion seguita da 400 paracadutisti e 60 genieri si diresse a al Samu, mentre contemporaneamente la forza più piccola di tre carri armati e 100 paracadutisti con alcuni genieri si diresse verso due villaggi più piccoli, Khirbet el-Markas e Khirbet Jimba. Quando la forza maggiore entrò a al Samu, la maggior parte dei residenti della città obbedì agli ordini del comandante israeliano di radunarsi nella piazza della città. I genieri della 35ma brigata paracadutisti distrussero con esplosivi numerosi edifici all'interno e vicino al villaggio; i rapporti sul numero totale di case distrutte vanno da 40 a 125 (rispettivamente stime dell'esercito israeliano e delle Nazioni Unite). Inoltre, le Nazioni Unite hanno riferito della distruzione della clinica medica del villaggio, di una scuola di 6 classi e di un laboratorio, oltre a danni a una moschea e 28 case.
Il 48º battaglione di fanteria dell'esercito giordano, comandato dal maggiore Asad Ghanma, si scontrò con le forze israeliane a nord-ovest di al-Samūʿ. Anche due compagnie della Brigata di fanteria Ḥaṭṭīn (in arabo لواء المشاة حطين‎?, Liwāʾ al-mushāt Ḥaṭṭīn) si avvicinarono da nord-est; questi erano composti da circa 100 uomini e 20 convogli, e comandati dal Col. Bahjat al-Muhaisen (العميد الركن بهجت المحيسن). Credendo che Israele stesse attaccando Yatta, un altro villaggio a sud di Hebron, piuttosto che al-Samūʿ, al-Muhaisen ordinò alle sue forze di avanzare verso Yatta. Tuttavia, la strada per Yatta passò direttamente attraverso al-Samūʿ, e quando la colonna giordana entrò nel villaggio, le forze israeliane aprirono il fuoco su di essa, distruggendo 15 dei suoi 20 veicoli e costringendo i giordani a ritirarsi.
Otto jet Hawker Hunter giordani furono fatti partire dalla base aerea di Mafraq e attaccarono le forze israeliane per alleviare la pressione sulle loro truppe, ma furono accolti da quattro jet israeliani Mirage 3. Nella battaglia aerea che seguì, un aereo giordano fu abbattuto e il pilota fu ucciso e un aereo israeliano fu danneggiato e costretto ad atterrare. Il suo pilota fu gravemente ferito. La colonna del colonnello Muheisen e un plotone di soldati giordani armati di due cannoni senza rinculo da 106 mm lanciarono un contrattacco e ne seguì una battaglia di tre ore, dopo la quale gli israeliani si ritirarono oltre il confine.
Durante la battaglia, sedici militari giordani (15 soldati e un pilota) furono uccisi e altri cinquantaquattro furono feriti, incluso il colonnello al-Muhaisen. Il bilancio israeliano fu di un soldato morto ed altri dieci soldati feriti. Anche tre civili locali furono uccisi.
In un rapporto della Lega araba, si presume che l'obiettivo principale di questo attacco fosse quello di testare l'efficienza di quello che era chiamato il Commando arabo unito e vedere se un altro paese arabo come l'Egitto o la Siria sarebbe venuto in aiuto della Giordania. Il rapporto ipotizza inoltre che questa battaglia costituisse una sorta di preparazione per la guerra dei sei giorni. Lo storico israeliano Avi Shlaim sostiene che la rappresaglia di Israele sia stata sproporzionata, poiché i leader israeliani sapevano dal loro coordinamento con Ḥusayn che quest'ultimo stava facendo tutto il possibile per prevenire tali attacchi.
Il re Ḥusayn criticò il presidente egiziano Gamal Abd el-Nasser per non essere venuto in aiuto della Giordania e di «nascondersi "dietro le gonne" dell'UNEF».
L'incidente suscitò feroci critiche al re, il quale sentiva di essere stato tradito dagli israeliani sospettando inoltre che Israele avesse cambiato il suo atteggiamento nei confronti della Giordania e intendesse intensificare le tensioni per acquisire la Cisgiordania.
La gestione dell'incidente è stata ampiamente criticata negli ambienti politici e militari israeliani e le Nazioni Unite hanno risposto con la risoluzione 228 del Consiglio di sicurezza delle Nazioni Unite, censurando Israele per "violazione della Carta delle Nazioni Unite e dell'Accordo di armistizio generale". Yitzhak Rabin, l'allora Capo di Stato Maggiore delle forze di difesa israeliane, ammise in seguito la reazione sproporzionata di Israele e che l'operazione sarebbe stata meglio diretta sulla Siria, che stava sostenendo tali attacchi: "Non avevamo né ragioni politiche né militari per arrivare a un confronto con la Giordania o per umiliare Husayn".
Gli eventi ad al-Samūʿ scatenarono proteste anti-hashemite su larga scala in Cisgiordania per ciò che veniva percepita come incompetenza di Ḥusayn nel difendersi contro Israele. Ribelli attaccarono gli uffici del governo cantando slogan pro-Nasser e auspicando che Ḥusayn conoscesse lo stesso destino di Nūrī al-Saʿīd. I giordani credevano che dopo questo "incidente" Israele avrebbe marciato sulla Cisgiordania indipendentemente dal fatto che la Giordania si unisse o meno alla guerra. La percezione degli sforzi del re di venire a patti pacifici con Israele suscitò il grande malumore di alcuni leader arabi. Il presidente Nasser denunciò Hussein come un "lacchè imperialista".
Ḥusayn si recò al Cairo il 30 maggio 1967 e firmò un trattato di mutua difesa reciproca egiziano-giordano. Il giorno successivo, dietro invito giordano, l'esercito iracheno cominciò a schierare truppe e unità corazzate in Giordania, con un successivo rinforzo di un contingente egiziano. Shlaim sostiene che Ḥusayn fece due errori: il primo nel mettere l'esercito giordano sotto il comando egiziano e il secondo di consentire l'ingresso delle truppe irachene in Giordania, il che generò sospetti israeliani verso la Giordania. Il generale egiziano ʿAbd al-Munʿim Riyāḍ arrivò in Giordania per comandare il suo contingente in base al trattato firmato con l'Egitto.
Il 1º giugno, Israele formò un governo di unità nazionale e il 4 giugno fu presa la decisione di aprire le ostilità. Il mattino successivo, Israele lanciò l'Operazione Focus, un attacco aereo a sorpresa a larga scala, che sancì l'inizio della Guerra dei sei giorni.

### Guerra dei sei giorni
Dopo che l'attacco israeliano spazzò via l'Aeronautica egiziana. Il comandante dell'esercito egiziano al Cairo trasmise al generale Riad che l'attacco israeliano era fallito e che l'Aeronautica israeliana era stata quasi spazzata via. Sulla base delle informazioni del Cairo, Riyāḍ ordinò all'esercito giordano di prendere posizioni offensive e attaccare obiettivi israeliani intorno a Gerusalemme. Gli Hawker Hunter giordani fecero alcune sortite ma furono distrutti da Israele quando tornarono a fare rifornimento e stessa sorte toccò alle forze aeree della Siria e dell'Iraq. La superiorità aerea di Israele nel primo giorno di guerra si rivelò decisiva. Due aerei israeliani tentarono di assassinare Ḥusayn; uno fu abbattuto dall'artiglieria antiaerea e l'altro centrò direttamente l'ufficio del re nel palazzo reale in quel momento vuoto. Il direttore della CIA di Amman Jack O'Connell trasmise un messaggio che minacciava gli israeliani e i tentativi si fermarono. I giordani avevano preparato una strategia di guerra, ma il comandante egiziano Riyād insistette per costruire la sua strategia sulla base delle informazioni fuorvianti dell'Egitto.
Il 7 giugno i combattimenti portarono i giordani a ritirarsi dalla Cisgiordania e la Città Vecchia di Gerusalemme e la Cupola della roccia furono abbandonate dopo combattimenti disperati. Israele fece saltare i ponti tra le due sponde del Giordano per consolidare il suo controllo. La Moschea al-Aqsa è il terzo sito più santo dell'Islam ed il luogo dove si ritiene che Maometto salì al cielo. L'11 giugno Israele aveva decisamente vinto la guerra conquistando la Cisgiordania dalla Giordania, Gaza e il Sinai dall'Egitto e le alture del Golan dalla Siria.
Il 22 novembre 1967 il Consiglio di sicurezza delle Nazioni Unite approvò all'unanimità la risoluzione 242, che divenne uno dei cardini della politica estera della Giordania. Denunciava l'acquisizione del territorio con la forza e invitava Israele a ritirarsi dai territori occupati nella guerra. Israele ha respinto la risoluzione. Hussein riprese i colloqui con i rappresentanti israeliani per tutto il 1968 e il 1969, ma i colloqui non andarono da nessuna parte con Husayn che rifiutava di cedere qualsiasi territorio della Cisgiordania.
L'economia della Giordania subì una grave battuta d'arresto con la perdita della Cisgiordania, che contribuiva per il 40% al PIL della Giordania nei settori turistico, industriale e agricolo. Circa 200.000 rifugiati palestinesi fuggirono in Giordania, destabilizzando i dati demografici del paese. La perdita di Gerusalemme fu cruciale per la Giordania, e in particolare per Husayn che deteneva la custodia hashemita di siti sacri musulmani e cristiani a Gerusalemme.

### Guerra d'attrito e battaglia di Karame
Per riguadagnare popolarità presso i suoi sudditi il re Husayn iniziò una politica interna di dialogo, ma la situazione andava peggiorando. Dopo la perdita della Cisgiordania, i combattenti palestinesi avevano trasferito le loro basi in Giordania ed intensificarono i loro attacchi contro Israele e i territori occupati da Israele.

All'inizio del 1968, i guerriglieri di Fatah iniziarono a razziare Israele dalle basi sul lato giordano del fiume Giordano. La maggior parte di questi attacchi furono bloccati dalle forze di difesa israeliane. A volte, le unità di fanteria e artiglieria dell'esercito giordano davano fuoco di copertura alle squadre del Fatḥ, portando a frequenti scaramucce dirette tra l'IDF e l'esercito giordano. Fu organizzato un cessate il fuoco sponsorizzato dagli americani e il re Hussein dichiarò che avrebbe impedito a questi gruppi di usare la Giordania come base per gli attacchi.

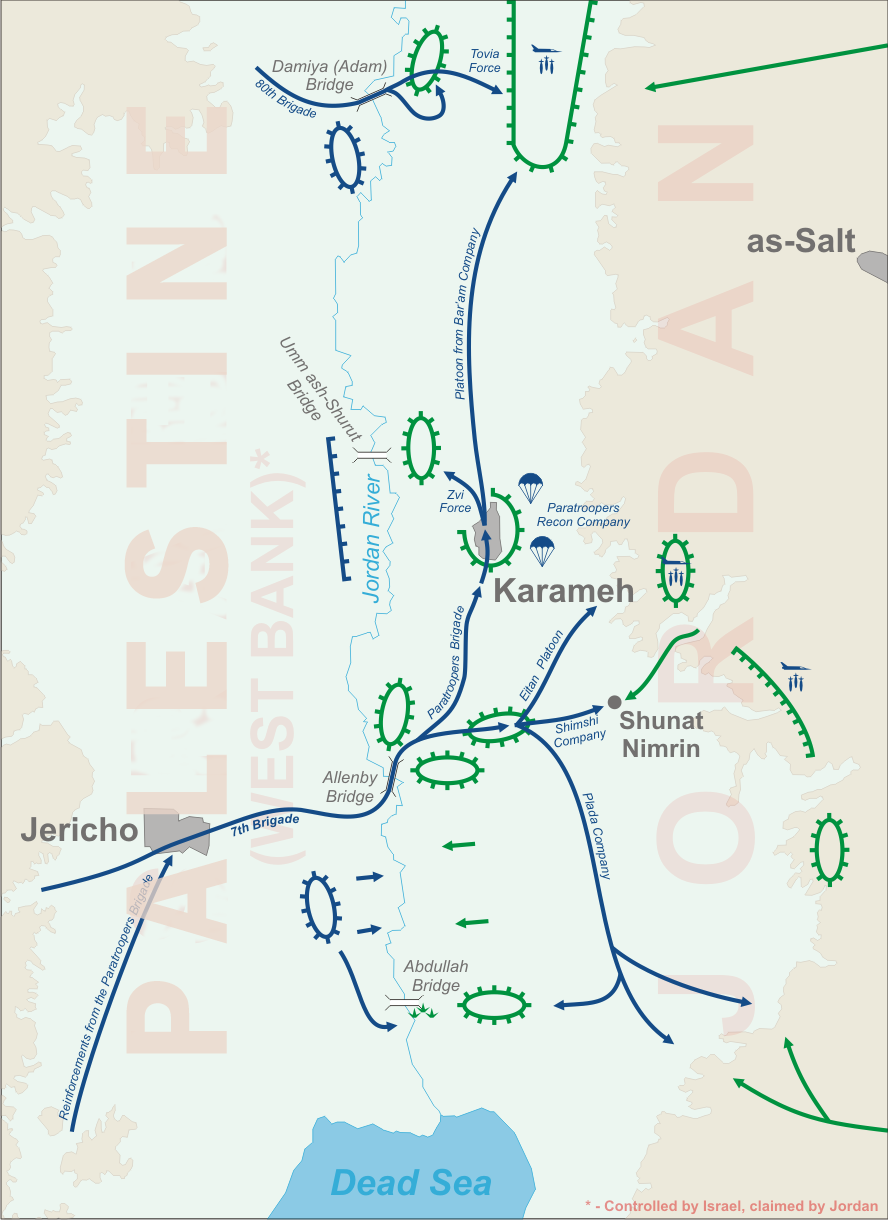
Mappa della battaglia di Karame che mostra le posizioni giordane (verde) e l'avanzata israeliana (blu).

Da una rappresaglia israeliana su un campo dell'OLP basato a Karame, una città giordana lungo il confine con la Cisgiordania, si sviluppò in una battaglia su vasta scala.
La battaglia di Karame (in arabo: معركة الكرامة) fu uno scontro di 15 ore tra le Israel Defense Forces (IDF) e le forze combinate dell'ELP, di al-Fatah e delle forze armate giordane avvenuto il 21 marzo 1968, durante la cosiddetta guerra d'attrito. Lo scontro nacque da un progetto di Israele riguardo due incursioni simultanee sui campi dell'OLP, una a Karame e una nel lontano villaggio di Safi con il nome in codice rispettivamente di Operazione Inferno (ebraico: מבצע תופת) e Operazione Asuta (מבצע אסותא). L'IDF affermò che lo scopo era quello di distruggere i campi fedayyin a Karāme e di catturare Yasser Arafat, il leader dell'OLP. Israele voleva anche punire la Giordania per il suo sostegno ai fedayeen.
Il 4 marzo l'intelligence giordana iniziò a rilevare l'attività israeliana vicino al confine, mentre le truppe dell'IDF iniziarono a concentrarsi vicino al ponte Allenby (ora noto come King Hussein Bridge) e al ponte Damia (noto ora come Adam Bridge). La Giordania ordinò alla 1ª divisione di fanteria di assumere posizioni vicino a quei ponti e intorno a Karame. Il 17 marzo, il ministro della Difesa israeliano Moshe Dayan avvertì che i fedayyin si stavano preparando per una "nuova ondata di terrore" e che Israele avrebbe preso provvedimenti per contenerli se il re di Giordania non vi fosse riuscito. Il primo ministro Eshkol ripeté quel messaggio alla Knesset e, lo stesso giorno, l'ambasciatore israeliano Yosef Tekoah presentò due denunce alle Nazioni Unite contro ciò che definiva "i ripetuti atti di aggressione degli arabi".
Entro il 20 marzo la Giordania aveva identificato elementi della 7ª brigata corazzata israeliana, della 60ª brigata corazzata, della 35ª brigata paracadutista, dell'80ª brigata di fanteria, un battaglione di ingegneri da combattimento e cinque battaglioni di artiglieria tra i ponti di Allenby e Damia. Le forze israeliane ammontavano a circa 15.000 uomini con 47 carri armati e vari altri mezzi impiegati. Le unità erano divise in quattro task force. La più grande di queste fu incaricata di attraversare il ponte di Allenby e raggiungere Karāme da sud; una seconda era incaricata di attraversare il ponte Damiya e raggiungere Karāme da nord, completando così una mossa a tenaglia. Nel frattempo, i paracadutisti dovevano essere portati dagli elicotteri in città, mentre la quarta forza avrebbe effettuato un attacco diversivo a sud sul ponte King Abdullah per attirare le forze giordane da Karāme e coprire l'attacco principale.
I giordani presumevano che gli israeliani stessero pianificando un attacco che si sarebbe spinto su Amman, e l'esercito prese posizione vicino ai ponti e mobilitò la maggior parte delle sue unità corazzate, anticarro e di artiglieria raggruppate nella seconda divisione corazzata suddivisa in dieci batterie di artiglieria, quattro brigate ed un battaglione di carri. La potenza di fuoco totale era di 105 carri armati Patton e 88 pezzi di artiglieria. Ad esse si affiancarono in combattimento circa un migliaio di guerriglieri palestinesi. Le divisioni di fanteria furono schierate vicino ai ponti, ognuna con una compagnia di carri armati. L'artiglieria fu per lo più dispiegata sulle creste più alte della Valle del Giordano che domina Karame per un vantaggio topologico.
Prima dell'attacco l'aeronautica militare israeliana (IAF) lasciò cadere volantini che dicevano all'esercito giordano che Israele non aveva intenzione di far loro del male e che non dovevano intervenire. La rivista Time riferì che i fedayyin erano stati avvertiti in anticipo dall'intelligence egiziana e la maggior parte dei 2.000 combattenti arabi che usavano Karāae come base di addestramento si erano ritirati sulle colline circostanti per colpire gli israeliani. Più tardi, il vice di Arafat, Abu Iyad, dichiarò nelle sue memorie che lui e Arafat erano stati informati dell'attacco israeliano da parte di ufficiali giordani, che l'avevano appreso dalla CIA.
Gli israeliani si ritirarono, o furono respinti, dopo una lunga battaglia, dopo avere distrutto gran parte del campo di Karame e fatto prigioniero 140 membri dell'OLP. Lo scontro vide il primo schieramento noto di attentatori suicidi da parte dei combattenti palestinesi. La battaglia portò all'emissione della risoluzione 248 del Consiglio di sicurezza delle Nazioni Unite, che condannava all'unanimità Israele per aver violato la linea del cessate il fuoco e il suo uso sproporzionato della forza.
La vittoria fu rivendicata da entrambe le parti in lotta. A livello tattico, la battaglia andò a favore di Israele, poiché gli israeliani riuscirono a distruggere il quartier generale dell'OLP di Karame ma giordani e palestinesi ottennero una vittoria strategica e psicologica essendo riusciti ad impedire la cattura di Arafat ed a respingere gli israeliani, a costo di prigionieri e gravi perdite subite ed inflitte. Diversi veicoli e carri armati IDF danneggiati furono successivamente sfoggiati ad Amman dall'esercito giordano. La battaglia di Karame fu oggetto di molte opere d'arte, francobolli e manifesti.
La battaglia ottenne ampia risonanza nel mondo arabo e nel periodo immediatamente seguente si vide un aumento del sostegno da parte dei paesi arabi ai fedayyin in Giordania. I palestinesi e gli arabi generalmente consideravano la battaglia una vittoria psicologica sull'IDF, che fino ad allora era stata vista come "invincibile", e il reclutamento nelle unità di guerriglia salì alle stelle. Fatḥ riferì che 5.000 volontari fecero domanda di reclutamento nelle immediatamente successive 48 ore dalla battaglia.
Iraq e Siria offrirono programmi di addestramento per diverse migliaia di guerriglieri. Gli stati del Golfo Persico, guidati dal Kuwait, ed il Libano avviarono delle raccolte di fondi che permisero alle organizzazioni palestinesi di iniziare a garantire un sostegno a vita alle famiglie di tutti i guerriglieri uccisi in azione.
I palestinesi ebbero un successo limitato nell'infliggere perdite alle IDF, ma il re Ḥusayn permise loro di prendersene il merito segnando un grande riavvicinamento fra la monarchia hashemita e l'OLP. Tuttavia, quando le forze dell'OLP iniziarono a crescere, i fedayyin iniziarono a parlare apertamente di rovesciare la monarchia hashemita e le conseguenti tensioni con le autorità giordane alla fine fecero precipitare la situazione.

### "Settembre nero"

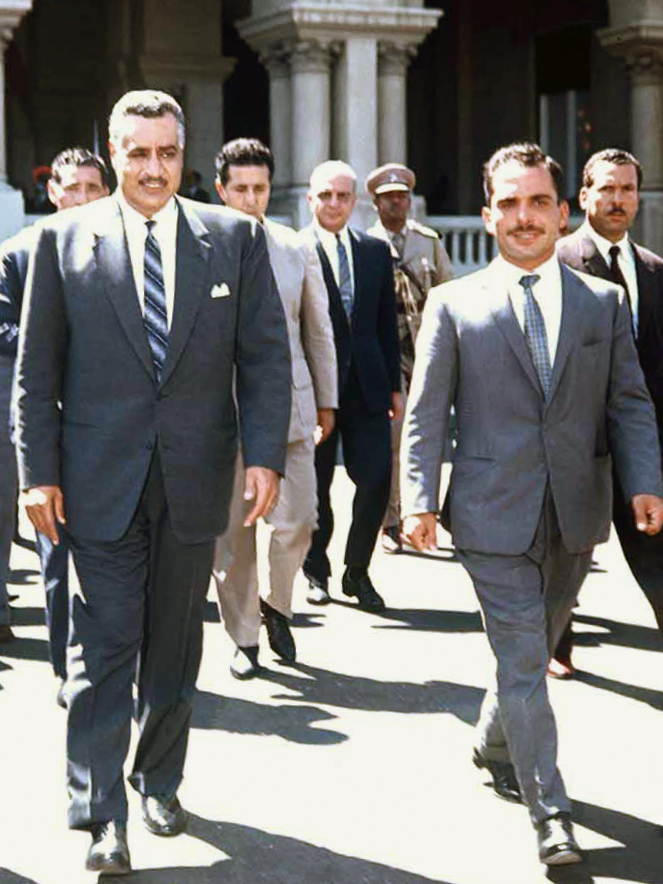
Re Ḥusayn con il Raʾīs egiziano Gamal Abd el-Nasser nel 1964.

L'OLP in Giordania divenne più forte e all'inizio del 1970 i gruppi fedayyin iniziarono a chiedere apertamente il rovesciamento della monarchia hashemita. Agendo come uno stato all'interno di uno stato, i fedayyin ignorarono le leggi e i regolamenti locali e tentarono perfino di assassinare il re Ḥusayn due volte, portando a violenti scontri tra loro e l'esercito giordano. Ḥusayn voleva cacciare i fedayyin dal paese, ma esitò a colpire perché non voleva che i suoi nemici paragonassero i combattenti palestinesi ai civili. Le azioni dell'OLP in Giordania culminarono nei dirottamenti di Dawson's Field del 1970 di fronte alla stampa internazionale. Ḥusayn vide questa azione come l'ultima goccia e ordinò all'esercito di muoversi. Il sovrano impose quindi la legge marziale e ordinò ai militari di fronteggiare gli scontri, facendo massacrare decine di migliaia di palestinesi. Per la feroce repressione, il mese di settembre di quell'anno è passato alla storia araba con il nome di Settembre nero.
Il 17 settembre l'esercito giordano circondò le città che avevano una presenza dell'OLP, tra cui Amman e Irbid, e iniziò a bombardare i fedayyin, che si erano stabiliti nei campi profughi palestinesi. Il giorno successivo, una forza proveniente dalla Siria con i segni dell'OLP iniziò ad avanzare verso Irbid, che i fedayyin dichiararono una città "liberata". Il 22 settembre, i siriani si ritirarono dopo che l'esercito giordano lanciò un'offensiva aerea che causò pesanti perdite siriane e dopo che i jet dell'aeronautica israeliana sorvolarono le unità siriane in uno spettacolo simbolico di sostegno a Ḥusayn, ma non si impegnarono. Un accordo mediato dal presidente egiziano Gamal Abd el-Nasser tra Arafat e il re ha portato alla fine dei combattimenti il 27 settembre. Nasser morì il giorno seguente per un infarto. Il 13 ottobre Ḥusayn firmò un accordo con Arafat per regolare la presenza del fedayyin, ma l'esercito giordano attaccò di nuovo nel gennaio 1971. I fedayyin furono cacciati dalle città giordane uno per uno fino a quando 2.000 fedayyin si arresero dopo essere stati circondati in una foresta vicino Ajlun il 17 luglio, segnando la fine del conflitto.
La Giordania permise ai fedayyin di partire per il Libano attraverso la Siria, un evento che portò alla guerra civile libanese nel 1975. L'organizzazione Settembre Nero fu fondata lo stesso anno e prese il nome del conflitto. L'organizzazione rivendicò la responsabilità dell'assassinio del primo ministro giordano Wasfi Tal nel 1971 e del massacro di Monaco del 1972 contro gli atleti israeliani.
In un discorso al parlamento giordano il 15 marzo 1972, Ḥusayn annunciò il suo "piano del Regno Unito Arabo". A differenza dello Stato unitario che era esistito tra la Cisgiordania e la Giordania durante l'annessione della Giordania in Cisgiordania (1950-1967), questo Piano prevedeva due entità federali su ciascuna sponda del fiume Giordano. Secondo la proposta i due distretti della Federazione avrebbero dovuto essere autonomi ad esclusione che per le questioni militari, estere e di sicurezza che sarebbero state determinate da un governo centrale di Amman. Ma l'attuazione del piano doveva essere subordinata al raggiungimento di un accordo di pace tra Israele e Giordania. Alla fine, la proposta di Ḥusayn fu esclusa dopo che fu respinta con veemenza da Israele, dall'OLP e da diversi Stati arabi.

### Terzo matrimonio
Il re si unì con ʿĀlia Baha Tuqan il 24 dicembre 1972, che morì nel 1977 in un incidente di elicottero ad Amman.

### Guerra dello Yom Kippur
Dopo la guerra del 1967 Gunnar Jarring fu nominato dalle Nazioni Unite inviato speciale per il processo di pace in Vicino Oriente, alla guida della Missione Jarring. I colloqui tra i paesi arabi e Israele rimasero però ad un punto morto. Lo stallo portò a rinnovate paure per un'altra guerra tra paesi arabi ed Israele. Preoccupato che la Giordania fosse trascinata in un'altra guerra impreparata, Ḥusayn mandò Zayd al-Rifāʿī dal presidente egiziano Anwar al-Sadat nel dicembre 1972 per indagare. Sadat informò al-Rifāʿī di aver programmato un'incursione limitata nel Sinai che avrebbe consentito alcune manovre politiche. Sadat invitò quindi al-Rifāʿī e Ḥusayn a un vertice il 10 settembre 1973 con lui e Ḥāfiẓ al-Asad presidente della Siria. Il vertice si concluse con un ripristino dei legami tra Giordania, Egitto e Siria. Sadat rivelò ad Asad e Ḥusayn la sua intenzione di avviare un'azione militare. Ḥusayn rifiutò la richiesta di Sadat di consentire il ritorno dei fedayyin in Giordania, ma convenne che in caso di un'operazione militare, le truppe giordane avrebbero dovuto svolgere un ruolo difensivo limitato nell'assistere i siriani nelle alture del Golan.
L'Egitto e la Siria lanciarono la guerra dello Yom Kippur contro Israele nel Sinai e nelle alture del Golan il 6 ottobre 1973. Secondo una rivelazione di Benjamin Netanyahu del tutto non dimostrata, nel suo libro A Durable Peace (1993, aggiornato nel 2000), Husayn sarebbe segretamente volato a Tel Aviv il giorno prima della guerra del Kippur per avvertire le autorità israeliane dell'imminente attacco. In cambio Israele avrebbe garantito alla Giordania la sicurezza del piccolo regno, intervenendo per stroncare qualsiasi attacco condotto contro il suo territorio. Non esiste però alcun serio riscontro a una simile affermazione. Hussein aveva incontrato segretamente il primo ministro israeliano Golda Meir a Tel Aviv il 25 settembre. Voci diffuse nel mondo arabo ventilarono l'ipotesi che il re avesse informato Meir delle intenzioni arabe. Ḥusayn discusse con Meir solo ciò che entrambi già sapevano, che l'esercito siriano era in allerta.
Mentre la posizione araba sui campi di battaglia decadeva su tutti i fronti, fu fatta pressione sul re Husayn perché inviasse un contingente in azione. Egli trovò un modo per soddisfare queste esigenze senza aprire il suo regno a un attacco aereo israeliano: invece di attaccare Israele attraverso il confine che divideva con esso, mandò una forza di spedizione in Siria. Fece sapere a Israele le proprie intenzioni attraverso intermediari statunitensi, nella speranza che Israele accettasse che non si trattava di un casus belli per giustificare un attacco in Giordania. Il 13 ottobre la Giordania si unì alla guerra e inviò la 40ª brigata per assistere i siriani nelle alture del Golan. Alcuni considerano ironico il fatto che si trattasse della stessa brigata inviata per scoraggiare l'invasione siriana durante il settembre nero del 1970. I successivi colloqui di pace non portarono quasi a nulla con la Giordania che desiderava un completo ritiro israeliano dalla Cisgiordania ed Israele che invece preferiva mantenerne il controllo ma con l'amministrazione giordana.

### Quarto matrimonio
Il quarto matrimonio fu con la Regina Nūr al-Ḥusayn (nata Elisabeth Najīb Ḥalabī, chiamata regina Nūr (Luce) al-Ḥusayn dopo la sua conversione all'Islam).

### Riavvicinamento all'Iraq
Nel 1978 Ḥusayn visitò Baghdad per la prima volta dal 1958 incontrando Saddam Hussein. Quando Saddam divenne presidente dell'Iraq nel 1979, Husayn sostenne la guerra Iran-Iraq di Saddam che si protrasse dal 1980 al 1988. La relazione crebbe quando Saddam fornì alla Giordania petrolio a prezzo scontato e la Giordania permise all'Iraq di utilizzare il porto di Aqaba per le sue esportazioni.

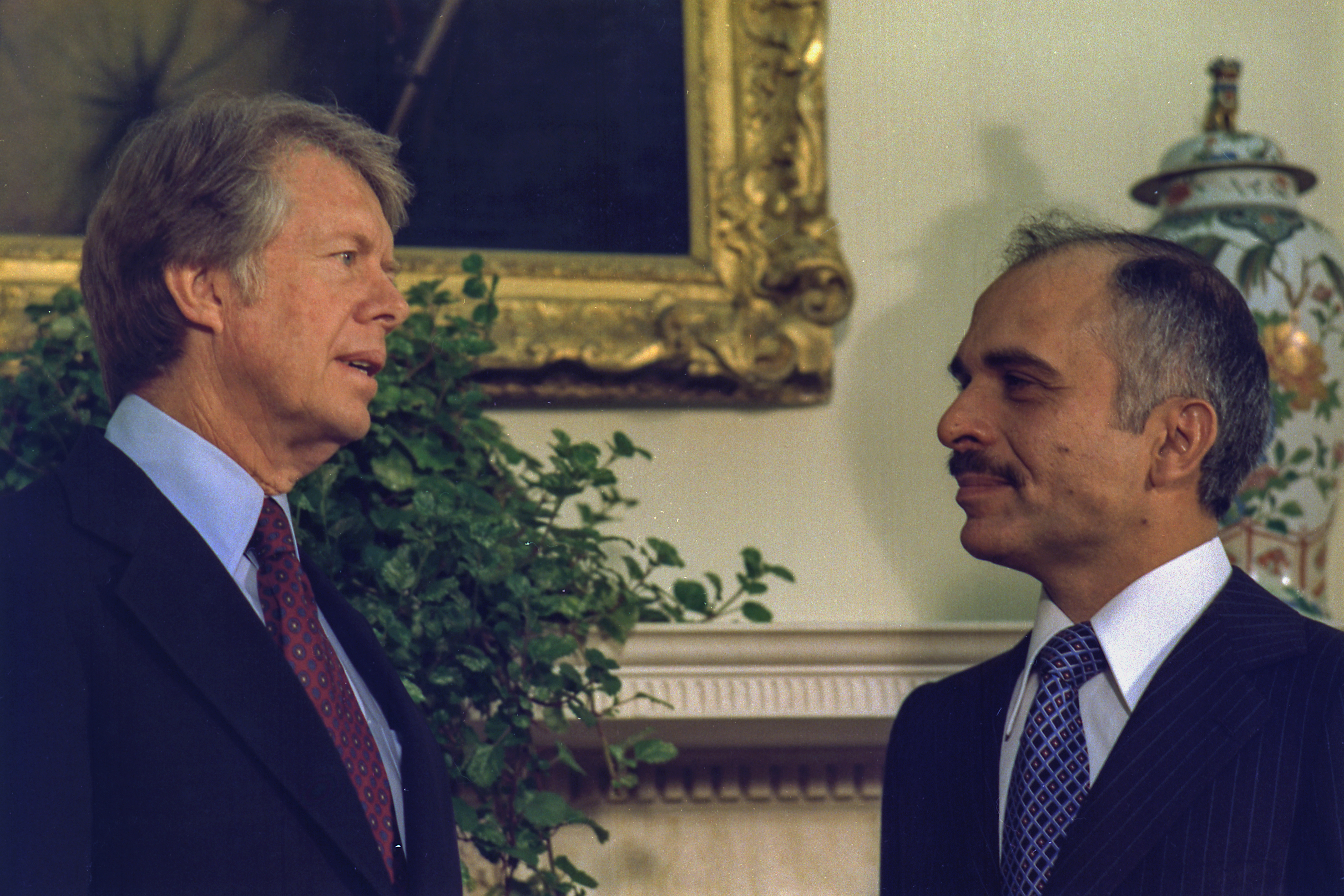
Re Husayn con il Presidente statunitense Jimmy Carter nel 1977

Nel frattempo i rapporti con la Siria peggiorarono proprio per il sostegno militare giordano all'Iraq di Saddam Hussein nella guerra contro l'Iran, sostenuto invece dalla Siria. Ciò spinse il presidente siriano Ḥāfiẓ al-Asad ad esercitare pressioni militari e diplomatiche sulla Giordania, così come a invocare la deposizione del re Ḥusayn e il rovesciamento della monarchia hascemita.
Il rapporto tra Saddām e Ḥusayn divenne molto stretto tanto che Husayn visitò 61 volte Baghdad tra il 1980 e il 1990 e Saddam usò Husayn per trasmettere messaggi a diversi paesi, tra cui Stati Uniti e Gran Bretagna. Nel giugno 1982, dopo che la vittoria dell'Iran sembrava imminente, il re Husayn portò personalmente a Saddam alcuni importanti rapporti fotografici dell'intelligence trasmessi a lui dagli Stati Uniti. In cambio Saddam fornì incentivi per le esportazioni giordane in Iraq, che rappresentavano un quarto di tutte le esportazioni giordane, valutate a 212,3 milioni di dollari nel 1989. Gli aiuti iracheni migliorarono le finanze della Giordania permettendo, in parte, ad Husayn di diminuire le periodiche richieste di assistenza ai paesi del Golfo, pratica che considerava necessaria ma umiliante. Nell'aprile 1986 Ḥusayn fece un tentativo poco noto di sanare la frattura tra i due regimi Ba'th di Iraq e Siria. L'incontro tra Ḥāfiẓ al-Asad e Saddam Hussein avvenne nella base aerea di al-Jafr, nel deserto della Giordania orientale. I colloqui durarono un giorno ma furono infruttuosi.
L'11 aprile 1987, dopo che Yitzhak Shamir era divenuto primo ministro di Israele, Husayn iniziò a dialogare direttamente con il suo ministro degli esteri Peres, a Londra. Dopo aver raggiunto un accordo con Peres sull'istituzione di una conferenza internazionale sulla pace, Shamir e il resto dei ministri del suo gabinetto respinsero la proposta. L'8 novembre 1987 la Giordania ospitò un vertice della Lega araba; Husayn in quel momento intratteneva buoni rapporti con i blocchi arabi rivali e fungeva da intermediario conciliante contribuendo a mobilitare il sostegno arabo all'Iraq contro l'Iran e agli sforzi di pace della Giordania. Husayn contribuì a porre fine al decennale boicottaggio arabo dell'Egitto iniziato dopo che unilateralmente aveva firmato un trattato di pace con Israele nel 1979. Husayn descrisse il vertice come uno dei migliori momenti della sua vita.

### Fine della questione cisgiordano-palestinese
Durante il vertice della Lega araba del 1974 tenutosi in Marocco il 26 ottobre era stato scoperto dalle autorità marocchine un complotto del Fath per assassinare Husayn al suo arrivo. La trama non impedì a Husayn di unirsi al vertice, ma alla fine la Giordania dovette unirsi a tutti i paesi arabi nel riconoscere l'OLP come "l'unico rappresentante del popolo palestinese", una sconfitta diplomatica per il re giordano. Il rapporto tra Giordania e Stati Uniti si andò deteriorando quando la Giordania rifiutò di aderire agli Accordi di Camp David. Gli Accordi formarono il trattato di pace tra Egitto e Israele e permisero il ritiro di Israele dal Sinai. Per il timore di un ritorno all'isolamento la Giordania condannò il trattato di pace israelo-egiziano del 1979 stipulato dal presidente egiziano Anwar al-Sadat, celebrando contemporaneamente una riconciliazione ufficiale con l'OLP.
Dopo il trasferimento dell'OLP in Libano dalla Giordania dopo il 1970, si erano verificati ripetuti attacchi e contrattacchi nel Libano meridionale tra l'OLP e Israele. Nel 1978 e nel 1982 si verificarono due grandi incursioni israeliane in Libano. L'OLP doveva essere espulso dal Libano e Ariel Sharon, ministro della Difesa israeliano, suggerì che fossero trasferiti in Giordania al fine di rovesciare la monarchia. Tuttavia, Arafat respinse il suggerimento di Sharon e i fedayyin furono trasportati in Tunisia sotto copertura americana.
Nel 1983 il presidente americano Ronald Reagan suggerì un piano di pace che divenne noto come piano Reagan, simile al piano della federazione di Hussein del 1972. Hussein e Arafat approvarono entrambi il piano il 1º aprile, ma l'ufficio esecutivo dell'OLP lo respinse. Un anno e mezzo più tardi, un nuovo sforzo di Husayn per avviare il processo di pace è culminato nella creazione di un accordo Giordano-OLP che ha cercato una soluzione pacifica al conflitto israelo-palestinese, una pietra miliare senza precedenti per l'OLP e una vittoria diplomatica giordana. L'accordo fu osteggiato da Israele e non ottenne alcun sostegno internazionale né dagli Stati Uniti né dall'Unione Sovietica. Più o meno nello stesso periodo, Husayn incontrò il primo ministro israeliano Shimon Peres il 19 luglio 1985 nel Regno Unito, dove Peres approvò l'accordo, ma in seguito il resto del suo governo si oppose a causa del coinvolgimento dell'OLP. I successivi colloqui tra l'OLP e la Giordania non portarono a nulla dopo l'irrigidimento delle posizioni dell'OLP; in un discorso Hussein dichiarò che "dopo due lunghi tentativi, io ed il governo della Giordania dichiariamo che non siamo in grado di continuare a coordinarci politicamente con la leadership dell'OLP".
La Giordania iniziò una repressione dell'OLP chiudendo i loro uffici ad Amman dopo le pressioni dell'allora ministro israeliano della difesa, Yitzhak Rabin. La Giordania annunciò un piano di sviluppo quinquennale di 1,3 miliardi di dollari per la Cisgiordania, nel tentativo di migliorare la sua immagine nei residenti in Cisgiordania a spese dell'OLP. Più o meno nello stesso periodo, il re venne informato che Israele aveva venduto armi americane all'Iran, allungando così il conflitto tra Iraq e Iran. Nel 1986 la Giordania recise ogni legame politico con l'OLP.
Il 9 dicembre 1987 un camionista israeliano investì quattro palestinesi in un campo-profughi di Gaza, scatenando disordini che si diffusero violentemente in Cisgiordania. Ciò che iniziò come una rivolta per raggiungere l'indipendenza palestinese contro l'occupazione israeliana si trasformò in un'impennata di sostegno all'OLP, che aveva orchestrato la rivolta, e di conseguenza diminuì l'influenza giordana in Cisgiordania. La politica giordana in Cisgiordania dovette essere riconsiderata a seguito di rinnovati timori che Israele potesse rilanciare la sua proposta per la Giordania di diventare una "patria alternativa palestinese". Il segretario di Stato americano George P. Shultz istituì un processo di pace conosciuto come l'iniziativa Scultz che chiedeva che la Giordania piuttosto che l'OLP rappresentasse i palestinesi; tuttavia, quando Schultz ha contattò Ḥusayn in merito al piano il re ribadì la sua posizione affermando che avrebbe dovuto essere l'OLP a decidere.
Gli orchestratori dell'Intifada emisero il loro decimo comunicato l'11 marzo 1988, esortando i seguaci a "intensificare la pressione di massa contro l'esercito di occupazione [di Israele] ed i coloni e contro i collaboratori ed il personale del Regime giordano". La deriva palestinese della Cisgiordania dallo stato giordano evidenziò la necessità di una revisione della politica giordana, ed i nazionalisti giordani iniziarono a sostenere che la Giordania sarebbe stata meglio senza i palestinesi e senza la Cisgiordania. Adnan Abu Oudeh, discendente palestinese consigliere politico del re Husayn, il primo ministro Zaid Al-Rifai, il capo dell'esercito Zaid ibn Shaker, il capo della corte reale Marwan Kasim ed il direttore delle Mukhābarāt Tariq Alaeddin, aiutarono il re a preparare piani di disimpegno dalla Cisgiordania. Il ministero giordano degli affari dei territori occupati fu abolito il 1º luglio 1988, le cui responsabilità furono assegnate al Dipartimento degli Affari palestinesi. Il 28 luglio la Giordania interruppe il piano di sviluppo della Cisgiordania. Due giorni dopo un decreto reale dissolse la Camera dei rappresentanti, rimuovendo in tal modo la rappresentanza della Cisgiordania in Parlamento. In un discorso televisivo il 1º agosto, Ḥusayn annunciò la "recessione dei legami giuridici e amministrativi della Giordania con la Cisgiordania", essenzialmente rinunciando alle rivendicazioni di sovranità sulla Cisgiordania. La mossa revocò la cittadinanza giordana dei palestinesi in Cisgiordania (che l'aveva ottenuta da quando la Giordania aveva annesso il territorio nel 1950), ma non quella dei palestinesi residenti in Giordania. Tuttavia, la custodia hashemita sui siti santi musulmani e cristiani di Gerusalemme fu mantenuta. I politici israeliani rimasero sbalorditi, pensando che fosse una manovra politica mirante a che i palestinesi potessero mostrare sostegno a Husayn, ma in seguito si resero conto che rappresentava un cambiamento nella politica della Giordania. In una riunione del novembre 1988 l'OLP accettò tutte le risoluzioni delle Nazioni Unite e accettò di riconoscere Israele.

### Relazione con Susan Cabot
Inoltre il re ha avuto una relazione ampiamente pubblicizzata con Susan Cabot, attrice di secondo piano, attiva negli anni cinquanta, che fu uccisa nel 1986. Dopo che suo figlio fu incriminato dell'assassinio, Ḥusayn fu sospettato di esserne il padre, ma nulla è stato in merito provato.

### Proteste del 1989
Il disimpegno della Giordania dalla Cisgiordania portò a un rallentamento dell'economia giordana. Il dinaro giordano perse un terzo del suo valore nel 1988 ed il debito estero della Giordania raggiunse una cifra doppia rispetto al suo prodotto nazionale lordo. La Giordania introdusse misure di austerità per combattere la crisi economica. Il 16 aprile 1989 il governo aumentò i prezzi della benzina, delle tasse di licenza, delle bevande alcoliche e delle sigarette, dal 15% al 50%, nel tentativo di aumentare le entrate conformemente a un accordo con il Fondo monetario internazionale. L'accordo del FMI prevedeva che la Giordania potesse riprogrammare il debito di 6 miliardi di dollari e ottenere prestiti per un totale di 275 milioni di dollari in 18 mesi.
Il 18 aprile scoppiarono delle rivolte a Ma'an che si diffusero in altre città del sud come Al-Karak e Tafila, dove il New York Times riferì che circa 4.000 persone si erano radunate nelle strade e scontrate con la polizia, provocando la morte di sei manifestanti e 42 feriti e due poliziotti uccisi e 47 feriti.
Nonostante il fatto che le proteste fossero state innescate da una situazione economica preoccupante, le richieste divennero politiche. I manifestanti accusarono il governo di Zayd al-Rifāʿī di corruzione dilagante, richiesero la revoca della legge marziale in vigore dal 1957 e la ripresa delle elezioni parlamentari. Le ultime elezioni parlamentari avevano avuto luogo nel 1967, poco prima che la Giordania perdesse la Cisgiordania, e quando il mandato del parlamento era terminato nel 1971, non si erano potute tenere nuove elezioni a causa del fatto che la Cisgiordania era sotto l'occupazione israeliana. Lo status della Cisgiordania era divenuto irrilevante dopo il disimpegno della Giordania nel 1988.
Ḥusayn cedette alle richieste congedando al-Rifāʿī e nominò Zayd ibn Shāker per formare un nuovo governo. Nel 1986 è stata approvata una nuova legge elettorale che permise la reintroduzione delle elezioni parlamentari e di procedere senza problemi. Il gabinetto approvò alcuni emendamenti alla legge elettorale che rimossero gli articoli relativi alla rappresentanza della Cisgiordania. Nel maggio 1989, poco prima delle elezioni, Ḥusayn annunciò la sua intenzione di nominare una commissione reale di 60 persone per redigere un documento di riforma chiamato Carta Nazionale, un documento con un calendario di riforme e atti per la democratizzazione del paese. Sebbene la maggior parte dei membri della commissione fossero lealisti del regime, includeva un certo numero di personaggi dell'opposizione e dissidenti. Le elezioni parlamentari si svolsero l'8 novembre 1989, per la prima volta in 22 anni.
Dato che all'epoca i partiti politici erano stati banditi, tutti i 647 candidati erano indipendenti, sebbene 22 degli 80 candidati vincitori fossero membri dei Fratelli Musulmani.
La Carta Nazionale è stata redatta e ratificata dal parlamento nel 1991.

### Neutralità nella guerra del golfo
La guerra fra Iran ed Iraq si interruppe con un cessate il fuoco mediato dalle Nazioni Unite diventato attivo nel luglio 1988. Ḥusayn dopo il 1988 consigliò a Saddam di curare la sua immagine in Occidente visitando altri paesi e presentandosi alle Nazioni Unite per un discorso, ma senza ottenere risultati. Le relazioni tra Iraq e Giordania si svilupparono nel Consiglio di cooperazione araba (ACC), che comprendeva anche l'Egitto e lo Yemen, in contrasto con il Consiglio di cooperazione del Golfo. L'invasione di Saddam del Kuwait il 2 agosto 1990 portò in sei mesi a un intervento internazionale per espellere le forze irachene dal Kuwait in quella che divenne nota come la guerra del Golfo.
L'invasione irachena del Kuwait colse di sorpresa Husayn. Dopo aver informato l'allora presidente americano George H. W. Bush della sua intenzione di recarsi a Baghdad per contenere la situazione, il re il 3 agosto si incontrò con Saddam. Durante l'incontro, quest'ultimo annunciò la sua intenzione di ritirare le truppe irachene dal Kuwait solo se i governi arabi si fossero astenuti dall'emettere dichiarazioni di condanna e non fossero state coinvolte truppe straniere. Mentre il sovrano si trovava sulla via del ritorno, l'Egitto emise una condanna per l'invasione irachena. Con sgomento di Husayn, il presidente egiziano Husni Mubarak rifiutò di invertire la sua posizione e chiese il ritiro incondizionato dell'Iraq dal Kuwait. Un vertice della Lega araba tenutosi al Cairo emise una condanna dell'Iraq con una maggioranza di quattordici voti. Sia il Kuwait che l'Arabia Saudita videro Husayn con sospetto, credendo che stesse progettando di ottenere una quota della ricchezza del Kuwait.
Il 6 agosto le truppe americane arrivarono al confine tra Kuwait e Arabia Saudita, le condizioni di Saddam furono ignorate ed il ruolo di Husayn come mediatore venne minato. Ṣaddām annunciò quindi che la sua invasione era diventata "irreversibile" e l'8 agosto proclamò l'annessione del Kuwait. La Giordania, insieme alla comunità internazionale, rifiutò di riconoscere il regime iracheno installato in Kuwait. Gli Stati Uniti, vedendo nella neutralità della Giordania uno schierarsi con Saddam, tagliarono i loro aiuti alla Giordania. Presto furono seguiti dai paesi del Golfo. La posizione di Ḥusayn nella comunità internazionale fu compromessa in maniera così grave che privatamente discusse della sua intenzione di abdicare.
L'opinione pubblica della Giordania era in stragrande maggioranza contro l'intervento internazionale e contro i governanti del Golfo che erano percepiti come avidi e corrotti. La popolarità di Ḥusayn tra i giordani raggiunse il suo apice e dimostrazioni anti-occidentali riempirono le strade. Anche il fratello di Husayn, il principe ereditario Hassan, non era d'accordo con il sovrano, ma il re si rifiutò di riconoscere gli illeciti di Saddam. Alla fine di agosto e all'inizio di settembre Husayn visitò dodici capitali occidentali e arabe nel tentativo di promuovere una risoluzione pacifica terminando il suo tour volando direttamente a Baghdad per incontrare Ṣaddām, dove cercò di convincerlo a ritirare le sue forze. Saddam fu irremovibile ma accettò la richiesta di Husayn di liberare i cittadini occidentali che erano tenuti in ostaggio come scudi umani.
Le minacce di una guerra tra Israele e Iraq stavano aumentando e, nel dicembre 1990, Ḥusayn consegnò un messaggio a Ṣaddām comunicando che la Giordania non avrebbe tollerato alcuna violazione del suo territorio. La Giordania inviò una divisione corazzata ai suoi confini con l'Iraq e il figlio maggiore di Ḥusayn, ʿAbd Allāh, era responsabile di uno squadrone di elicotteri Cobra. La Giordania concentrò anche le sue forze vicino al suo confine con Israele. Ad aggravare la situazione di deterioramento della Giordania vi fu l'arrivo di 400.000 rifugiati palestinesi dal Kuwait. Entro il 28 febbraio 1991 la coalizione internazionale aveva eliminato con successo le forze irachene dal Kuwait.

### Accordo di pace con Israele

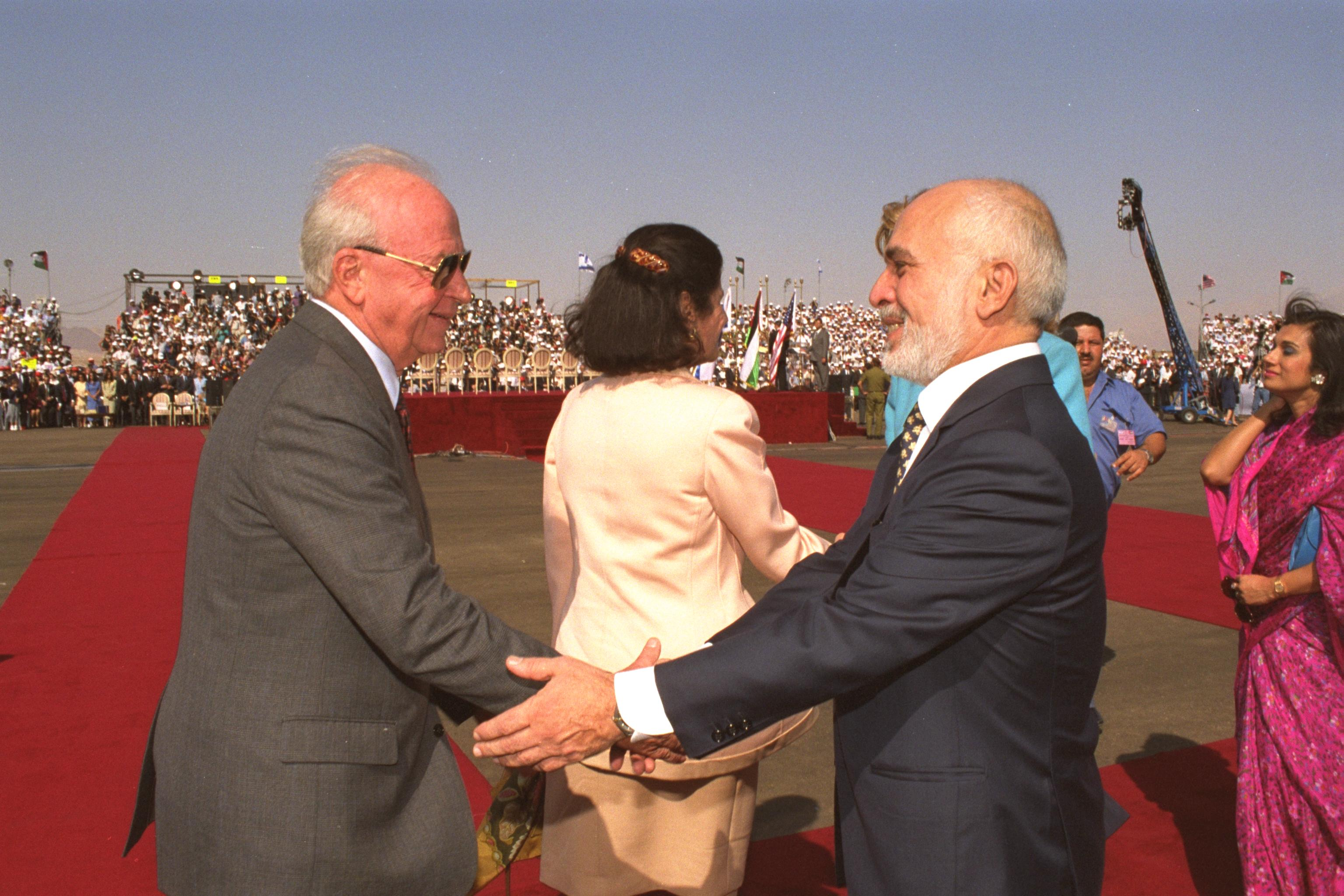
Il Primo ministro israeliano Yitzhak Rabin e il re Ḥusayn prima di firmare la pace tra i loro Paesi, 1994.

Il re Husayn decise di avviare una serie di riforme significative a partire dal 1991. La sua prima grande decisione fu togliere il bando all'attività dei partiti, in vigore dal 1963, e di revocare la legge marziale.
Gli effetti della guerra del Golfo, le sanzioni contro l'Iraq e il flusso di rifugiati in Giordania sono stati stimati da un rapporto delle Nazioni Unite in una perdita di 1,5 miliardi di dollari su un prodotto interno lordo di 4,2 miliardi di dollari nel 1990 e 3,6 miliardi di dollari su un PIL di $ 4,7 miliardi nel 1991. La fine della guerra del Golfo permise agli Stati Uniti di svolgere un ruolo più attivo nel risolvere il conflitto israelo-palestinese. L'amministrazione Bush era ancora arrabbiata con Husayn per gli eventi della Guerra del Golfo, ma si rese conto di aver bisogno della partecipazione della Giordania a qualsiasi processo di pace. Ḥusayn accettò una richiesta americana di partecipare a una conferenza di pace internazionale in modo che la Giordania potesse iniziare a riparare le sue relazioni con gli Stati Uniti e porre fine al suo isolamento politico.
Le mosse di Husayn verso la democratizzazione nel 1989 e la sua posizione durante la guerra del Golfo del 1990 gli avevano fatto guadagnare una notevole popolarità in tutto lo spettro politico della Giordania ma quando il re sostituì il suo Primo ministro conservatore, Mudar Badran, con il palestinese liberale Taher al-Masri, che era a favore dei negoziati di pace con Israele, i Fratelli Musulmani, principale gruppo di opposizione della Giordania, che in quel momento occupavano 22 seggi su 80 nella Camera dei rappresentanti ed i cui membri ed il cui sostegno proveniva principalmente dai palestinesi del paese, respinsero con veemenza il nuovo primo ministro votando contro di lui durante il voto di fiducia. La Fratellanza si rifiutò anche di partecipare al Congresso Nazionale dove il re sperava di raccogliere il sostegno per un accordo di pace.
Ḥusayn fu incaricato dagli Stati Uniti di formare una delegazione congiunta giordano-palestinese per partecipare alla Conferenza di pace di Madrid. La delegazione di 28 membri era composta da 14 giordani e 14 palestinesi. Oltre a risolvere il problema palestinese, la Giordania cercò di salvaguardare i suoi interessi in relazione a sicurezza, economia, acqua ed ambiente. La conferenza di pace si riunì il 30 ottobre 1991, con delegazioni che rappresentavano tutte le parti in conflitto, gli Stati Uniti e l'Unione Sovietica come co-sponsor e le Nazioni Unite come osservatore. La conferenza creò un quadro per i negoziati ed i rappresentanti dell'OLP si offrirono di accettare uno stato palestinese sotto una confederazione con la Giordania. A casa, i Fratelli Musulmani consideravano al-Maṣrīe il suo governo come troppo liberali, e i Fratelli si unirono a islamisti indipendenti e formarono il Fronte di azione islamica (IAF), aumentando la propria rappresentazione a 34 membri su 80 nella Camera dei Rappresentanti, una forza abbastanza consistente da far cadere il governo con una mozione di voto di sfiducia. Husayn sostituì Al-Masri con il cugino Zāyd ibn Shāker più conservatore. I successivi colloqui di pace continuarono a Washington, dal dicembre 1991 al settembre 1993.
Ḥusayn non poté partecipare ai colloqui ed affidò questo compito al suo fratello Ḥasan. Ḥusayn era stato ricoverato alla Mayo Clinic negli Stati Uniti dopo aver avuto problemi urologici. Gli fu rimosso il rene sinistro dopo che alcuni esami avevano mostrato che l'uretere conteneva cellule precancerose. Quando Ḥusayn venne dimesso tornò in Giordania dove ricevette il benvenuto di un eroe: un terzo della popolazione della Giordania riempiva le strade per salutarlo. Il 23 novembre 1992 tenne un discorso insolitamente aggressivo invitando gli estremisti sia di destra che di sinistra dello spettro politico a porre fine alla loro opposizione ai negoziati di pace, denunciando la natura non democratica dei paesi del Golfo ed invitando Saddam a introdurre la democrazia in Iraq. Nel frattempo, Yitzhak Rabin era divenuto primo ministro di Israele. Pertanto, l'OLP e i rappresentanti israeliani poterono rapidamente raggiungere un'intesa siglata con gli accordi di Oslo del 1993. Gli accordi emarginarono completamente la Giordania e la delegazione giordano-palestinese a Washington.
Le elezioni parlamentari tenutesi l'8 novembre 1993 furono le prime elezioni multipartitiche dal 1956, ma il sistema di voto per rappresentanza proporzionale fu sostituito dal controverso sistema a un uomo, un voto. Quest'ultimo sistema era stato introdotto per limitare la rappresentanza dell'opposizione islamista nella Camera dei Rappresentanti, promuovendo le aree a maggioranza palestinese e incoraggiando gli indipendenti rispetto ai candidati partigiani. Di conseguenza, i seggi dell'IAF diminuirono da 34 a 21 su 80. Il 25 luglio 1994 Rabin e Ḥusayn si incontrarono alla Casa Bianca e firmarono una dichiarazione che annunciava la "fine dello stato di belligeranza". I negoziati successivi culminarono nel Trattato di pace israelo-giordanico, firmato il 26 ottobre in una cerimonia in Wadi Araba. Il trattato era il risultato di oltre 58 incontri segreti in 31 anni tra Ḥusayn e leader israeliani. Il trattato riconosceva il ruolo della Giordania nella custodia dei luoghi santi di Gerusalemme, ruolo molto desiderato da Arafat che aveva cercato di ottenere una simile posizione. Tuttavia questi accordi in realtà segnarono solo una maggiore apertura verso il dialogo, poiché Israele non rese la Cisgiordania al re Ḥusayn, continuò a trattenere per sé 2/3 dell'acqua del Giordano e non mutò molto la sua politica nei confronti degli emigranti palestinesi. Le relazioni della Giordania con gli Stati Uniti furono notevolmente migliorate: il debito della Giordania per un valore di 700 milioni di dollari venne condonato dal Congresso degli Stati Uniti, e l'amministrazione di Bill Clinton autorizzò un consistente flusso di aiuti alla Giordania.

### Ultimi anni
Il 4 novembre 1995 Yitzhak Rabin fu assassinato da un estremista ebreo, che mirava a minare gli sforzi di pace di Rabin con i palestinesi. A causa dello stretto rapporto instaurato con il primo ministro israeliano Yitzhak Rabin durante i negoziati del trattato, Husayn venne invitato, per rendergli omaggio, a tenere un discorso durante il funerale di Rabin. Il funerale, tenutosi a Gerusalemme, fu per il sovrano giordano la seconda volta nella sua vita nella parte israeliana della città e la prima volta dal 1967. Husayn tracciò parallelismi tra l'assassinio di Rabin e l'assassinio di suo nonno nel 1951. Secondo il Grande Oriente d'Italia tanto il re Ḥusayn che Rabin furono membri della Massoneria.
La firma da parte della Giordania di un trattato di pace con Israele fu accolta con disprezzo dal presidente siriano Ḥāfiẓ al-Asad. La CIA consegnò al re un rapporto dettagliato nel dicembre 1995, avvertendolo di un complotto siriano per assassinare lui e suo fratello Hassan. Un mese dopo, la CIA inviò a Hussein un altro rapporto in cui avvertiva la Giordania di trame irachene per attaccare obiettivi occidentali in Giordania per minare la sicurezza della Giordania per il suo sostegno all'opposizione irachena. Dopo il 1995, Husayn divenne sempre più critico nei confronti del dominio di Saddam in Iraq. In Israele, Shimon Peres del partito laburista di sinistra e Benjamin Netanyahu del partito Likud di destra, erano in competizione per la carica di primo ministro. La popolarità di Ḥusayn in Israele aveva raggiunto il picco dopo la firma del trattato di pace e si prevedeva che esprimesse il proprio sostegno per un candidato. Il sovrano inizialmente rimase neutrale, ma invitò Netanyahu ad Amman alla vigilia delle elezioni. Le elezioni generali israeliane tenute il 29 maggio 1996 videro la vittoria di Netanyahu.
Il supporto di Ḥusayn a Netanyahu finì presto. Le azioni di Israele durante il massacro di Qana del 1996 nel sud del Libano, in cui trovarono la morte 106 civili libanesi ed altri 116 furono feriti, la decisione del governo Likud di costruire insediamenti a Gerusalemme est e gli eventi sul Monte del Tempio in cui si verificarono scontri tra la polizia palestinese e quella israeliana a seguito della decisione di Netanyahu e del sindaco di Gerusalemme Ehud Olmert dii aprire un varco per il tunnel del Muro Occidentale, generarono un tumulto contro Netanyahu nel mondo arabo. Il 9 marzo 1997, Ḥusayn inviò a Netanyahu una lettera di tre pagine che esprimeva la sua delusione.
Quattro giorni dopo, il 13 marzo, un soldato giordano che pattugliava i confini tra Giordania e Israele vicino all'Isola della Pace, uccise sette studentesse israeliane e ne ferì altre sei. Il re, che era in visita ufficiale in Spagna, tornò immediatamente a casa recandosi nella città israeliana di Bet Shemesh per esprimere le proprie condoglianze alle famiglie in lutto e chiederne il perdono. Il suo gesto fu accolto molto calorosamente in Israele e il re inviò alle famiglie un milione di dollari in totale a titolo di risarcimento per le perdite. Il soldato responsabile venne ritenuto mentalmente instabile da un tribunale militare giordano e condannato a 20 anni di prigione.
In seguito emersero scontri tra forze israeliane e gruppi militanti palestinesi a Gaza e in Cisgiordania. La moglie di Ḥusayn, in seguito, affermò che suo marito aveva problemi a dormire dichiarando: "Tutto ciò per cui aveva lavorato per tutta la sua vita, ogni relazione che aveva diligentemente costruito sulla fiducia e sul rispetto, ogni sogno di pace e prosperità che aveva avuto per i figli della Giordania, si era trasformandosi in un incubo. Non sapevo davvero quanto altro Husayn potesse reggere".
Il 27 settembre 1997 un numero compreso tra sei ed otto agenti del Mossad entrarono in Giordania usando falsi passaporti canadesi e tentarono di assassinare il cittadino giordano Khaled Mesh'al, capo del gruppo militante islamista palestinese Hamas, su disposizione del primo ministro Benjamin Netanyahu e del suo governo.
Due agenti del Mossad seguirono Mesh'al nel suo ufficio e gli iniettarono un veleno mortale in un orecchio. Le autorità giordane scoprirono l'attentato e arrestarono due degli agenti impegnati nel tentativo. I due agenti furono quindi trattenuti dalla polizia giordana, mentre gli altri sei si nascosero nell'ambasciata israeliana. Ḥusayn tre giorni prima del tentativo di omicidio stava lavorando a una tregua di 30 anni tra Hamas e Israele, dopo che Hamas aveva lanciato due attacchi su Gerusalemme. Furioso, il sovrano incontrò un delegato israeliano che tentò di spiegare la situazione; il re disse in un discorso pubblico sull'incidente che sentiva che qualcuno gli "aveva sputato in faccia". Le autorità giordane chiesero a Netanyahu di fornire un antidoto per salvare la vita di Mesh'al, ma Netanyahu si rifiutò di farlo. La Giordania quindi minacciò di assaltare l'ambasciata israeliana e catturare il resto della squadra del Mossad, ma Israele sostenne che sarebbe stato contrario alle Convenzioni di Ginevra. La Giordania rispose che le Convenzioni di Ginevra "non si applicano ai terroristi" e una squadra operativa speciale guidata dal principe ʿAbd Allāh fu incaricata dell'operazione. Ḥusayn chiamò il presidente americano Clinton e chiese il suo intervento, minacciando di annullare il trattato se Israele non avesse fornito l'antidoto. In seguito Clinton riuscì a ottenere l'approvazione di Israele per rivelare il nome dell'antidoto e si lamentò di Netanyahu. Khaled Mesh'al si riprese, ma le relazioni della Giordania con Israele si deteriorarono e le richieste israeliane di contattare il re furono respinte. Gli agenti del Mossad furono rilasciati dalla Giordania dopo che Israele accettò di rilasciare 23 prigionieri giordani e 50 palestinesi tra cui lo sceicco Ahmed Yassin, fondatore e leader spirituale di Hamas.
La crescente opposizione in Giordania al trattato di pace con Israele portò Ḥusayn a porre maggiori restrizioni alla libertà di parola. Numerosi dissidenti furono incarcerati tra cui Laith Shubeilat, un eminente islamista e critico accanito del re, che venne rilasciato pochi mesi dopo. Tuttavia, la repressione portò i gruppi di opposizione in Giordania a boicottare le elezioni parlamentari del 1997.
Nel 1998 la Giordania rifiutò una richiesta segreta di Netanyahu di attaccare l'Iraq usando lo spazio aereo giordano dopo che il Premier israeliano aveva sostenuto che Ṣaddām possedeva non meglio precisate "armi di distruzione di massa".

### Morte e sepoltura
Re Ḥusayn morì di linfoma non Hodgkin all'età di 63 anni il 7 febbraio 1999, dopo quasi quarantasette anni di regno, durante i quali era sfuggito ad attentati, complotti, insurrezioni e guerre, sino a farne il più longevo monarca del moderno Vicino Oriente. Il sovrano soffrì della malattia per molti anni e a causa di questo soggiornò regolarmente alla Mayo Clinic a Rochester, nel Minnesota, sottoponendosi a trattamenti medici. Dopo un'ultima fallimentare terapia, venne deciso di riportare il sovrano ad Amman affinché potesse spegnersi nel suo Paese. Poco prima della morte mutò la Costituzione giordana, per poter diseredare il fratello Hasan, erede al trono da numerosi decenni, e designare il proprio primogenito ʿAbd Allāh come suo successore.
Ebbe funerali di Stato: tenutisi l'8 febbraio, videro una partecipazione popolare stimata in 800.000 giordani in lutto e un altissimo numero di rappresentanti stranieri tra i quali il Presidente statunitense Bill Clinton accompagnato dai suoi predecessori Gerald Ford, Jimmy Carter e George H. W. Bush, il Presidente russo Boris Nikolaevič El'cin, i massimi vertici politici israeliani e palestinesi (inclusi il primo ministro Netanyahu e lo stesso Yasser Arafat) e quasi tutti i capi di Stato arabi, tra cui il vecchio nemico Assad.
Venne sepolto nel cimitero di famiglia, accanto al padre Ṭalāl e al nonno ʿAbd Allāh.

## Passatempi
Il re scrisse tre libri: Uneasy Lies the Head (1962), sulla sua infanzia e i primi anni da sovrano, My War with Israel (1969) e Mon métier de Roi ("Il mio mestiere di re"). Il re Husayn fu un appassionato radioamatore (la sua sigla era JY1) e un appassionato di volo, di velivoli a elica, a getto e di elicotteri.

## Discendenza
Hussein e la Sceriffa Dina bint 'Abd al-Hamid (sua cugina) ebbero:
- ʿĀlia bint Ḥusayn (1956), si è sposata nel 1977 con il tenente colonnello Nāṣer Mīrzā, dal quale ha poi divorziato nel 1987, e si è risposata una seconda volta nel 1988 con il Sayyid Moḥammed al-Ṣāleḥ. Ha avuto figli da entrambi.

Dal matrimonio tra il re e Muna al-Husayn nacquero:
- Abd Allah II di Giordania (1962). Attuale sovrano regnante di Giordania. Sposato con Rāniya al-Yāsīn, hanno avuto quattro figli;
- Faysal bin Ḥusayn (1963), ha fatto carriera nell'esercito, diventando Tenente Generale, in precedenza Comandante dell'Aeronautica militare. Si è sposato con Aliya Tabaa, dalla quale ha avuto tre figlie e un figlio;
- ʿĀʾisha bint Ḥusayn (1968), ha fatto carriera nell'esercito, diventando Brigadier Generale delle Forze Militari di Giordania. Si è sposata con Zeid Sa'adedine Juma, dal quale ha avuto un figlio e una figlia;
- Zein bint Husayn (1968), si è sposata con il Sayyid Majdi al-Saleh, con il quale ha avuto un figlio, una figlia e ha adottato una bimba.

Il sovrano Hashemita e ʿĀlia Baha Tuqan ebbero:
- Haya bint Ḥusayn (1972), si è sposata con Mohammed bin Rashid Al Maktum, sovrano di Dubai, hanno avuto due figli;
- Ali bin Ḥusayn (1975), si è sposato con Rym Brahimi, dalla quale ha due figli;
- ʿAbir (1972), fu adottata nel 1976; si occupa della Oldfields Prep School a Glencoe, Maryland, USA.

Dal quarto matrimonio tra Ḥusayn e Nūr al-Ḥusayn nacquero:
- Hamzah bin Ḥusayn (1980), si è sposato con Nur bint ʿAsem, dalla quale ha poi divorziato, e si è risposato con Basmah Bani-Ahmad;
- Hashim bin Ḥusayn (1981), si è sposato con la principessa Fahda, con la quale ha cinque figli;
- Īmān bint Ḥusayn (1983), si è sposara con Zaid Azmi Mirza, con il quale ha avuto un figlio;
- Raiyah bint Ḥusayn (1986).

## Titoli e trattamento
- 14 novembre 1935-20 luglio 1951: Sua Altezza Reale, il principe Hussein di Giordania
- 20 luglio 1951-11 agosto 1952: Sua Altezza Reale, il principe ereditario di Giordania
- 11 agosto 1952-7 febbraio 1999: Sua Maestà, il re di Giordania